# ファミスタ ワールドチャンピオンシップ
『ファミスタ ワールドチャンピオンシップ』は、バンダイナムコゲームス・ナムコレーベルが2008年より配信している携帯アプリ。同社の野球ゲーム・ファミスタシリーズの1作。
初期バージョンはiアプリ版のみであったが、2009年にはチーム数を9から16に増やした『ファミスタ ワールドチャンピオンシップDX』（ - デラックス）がiアプリ・S!アプリ・EZアプリの3キャリアで配信されている。

## 概要
2009年開催のワールド・ベースボール・クラシック（WBC）で採用されている国際ルールに準拠し、予選ラウンド・決勝トーナメントに規定投球数が設けられている。ゲームモードは参加国・地域を自由に選べるフリー対戦と日本チームを率いて優勝を目指すシナリオモードの2種類。
守備・走塁はオート設定可能。選手名は全て架空のもので、日本チームが「千葉」「堺」など日本国内の都市名を付けたものに、それ以外のチームは各国・地域の地名に若干のアレンジを加えたものになっている。

## シナリオモード
日本チームを率いて優勝を目指すモード。最初に監督を3タイプから1人選び、候補選手からメンバーを決定する。しかし、候補選手は全員が参加を了承する訳ではなく参加を拒否する選手や態度を保留する選手もおり、態度保留の選手は最大4名までを選びルーレットで交渉成立となれば参加が決定する。

### 監督候補
- 増田 - 超有名監督。最初から能力の高い選手が集まりやすいが、キャンプでの能力の伸びは期待出来ない。
- 小林 - 理論派監督。選手の集まりやすさ・キャンプでの能力の伸びとも平均的。
- 鬼瓦 - 熱血監督。能力の高い選手は集まりにくいが、キャンプでの能力の伸びが大きい。

### キャンプ
予選と決勝トーナメントの前には7日間のキャンプが実施される。キャンプでは選手の能力を個別または集団（最大4名）で伸ばすことが可能で、キャンプでの育成を終えると本番に突入する。

### トーナメント
ダブルエリミネーション式で、各ラウンドで2敗するとゲームオーバー。球場は全ラウンドを通じて、ファミスタモバイルに登場したアジア球場（北京オリンピックで使用された五棵松野球場がモデル）のみ。
- 1次予選 - 4チームで2位以内を争う。投手1人の規定投球数70。
- 2次予選 - 4チームで2位以内を争う。投手1人の規定投球数85。
- 決勝ラウンド - 4チームで優勝を争う（3位決定戦アリ）。投手1人の規定投球数100。

## 参加国・地域
- 日本
- 中国
- 韓国
- 中華台北[注 1]
- オーストラリア
- アメリカ合衆国
- メキシコ
- キューバ
- ベネズエラ
- オランダ

### DXより登場
- フィリピン[注 2]
- カナダ
- ドミニカ共和国
- パナマ
- 南アフリカ共和国
- イタリア

2009年のWBCに参加した国・地域の内、プエルトリコは登場していない。

### スペシャルチーム
- ナムコスターズ - シナリオモードで優勝するとフリー対戦で登場する。